# Diachylon

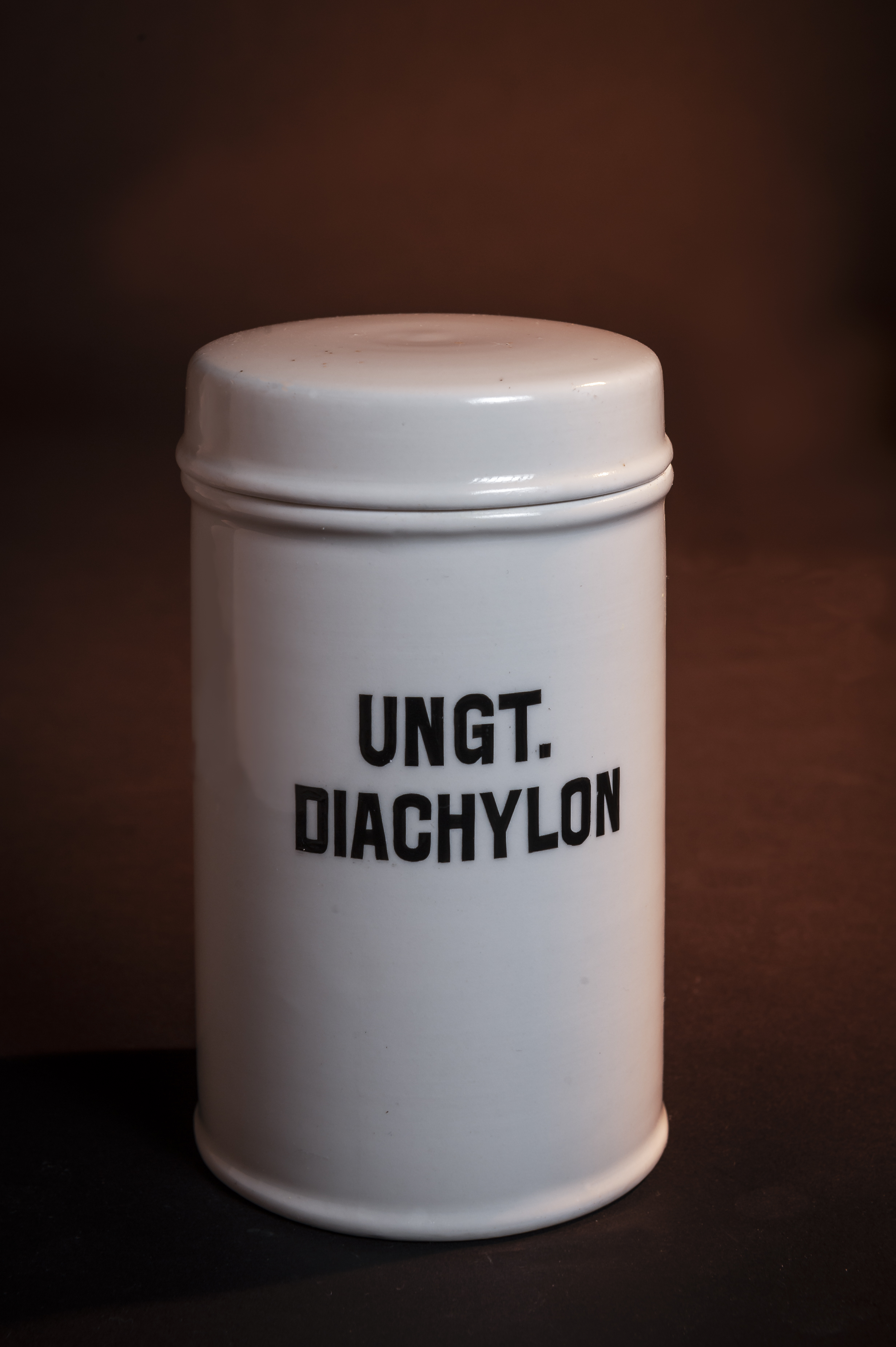
Apothekengefäß für Diachylon-Salbe

Diachylon (aus lateinisch diachȳlōn, von altgriechisch διὰ χυλῶν, „[ein Medikament] bestehend aus Säften“, von dia- „mit einer Droge hergestellt“ oder „aus Pflanzensaft“) auch Diachylum oder Diaculum (sowie Diaquilon und Dyaquilon), war ursprünglich ein Medikament, das aus den Säften mehrerer Pflanzen hergestellt wurde (daher der Name), später allgemein der Name für Blei-Pflaster, emplastrum plumbi, eine Paste aus Bleioxid, das zusammen mit Olivenöl und Wasser gekocht wird. Es wird auf Leinentücher aufgetragen und wirkt bei Erwärmung wie ein Pflaster.
Historisch gesehen wurden verschiedene Arten von Diachylon beschrieben. Unter anderem wurde beim emplastrum diachylon (mittelhochdeutsch Diaquilonpflaster) unterschieden zwischen dem einfachen Diachylon simplex (bzw. emplastrum lithargyri simplex) und dem Diachylon compositum cum gummis. Weißes oder einfaches Diachylon besteht aus gewöhnlichem Öl, Bleiglätte und Klebstoffen, die aus der Wurzel der Eibisch, den Samen von Flachs und Bockshornklee gewonnen werden. Das Direatum genannte Diachylon hat als Basis das weiße Diachylon, aber mit jedem Pfund davon wird eine Unze Pulver von Iris vermischt; diese Paste wirkt stärker als das einfache Diachylon.
Es gibt auch das Große Diachylon oder Diachylon magnum, das sich aus Goldlitharge, Irisölen, Kamille, Anethum, Terpentin, Kiefernharz, gelbem Wachs und Klebstoffen aus Flachs, Bockshornklee, neuen Feigen, Rosinen aus Damaskus, Weihrauch, Irissaft, Drimia maritima und Ysop. Dieses Diachylon soll harte Schwellungen, die als Scirrhus bezeichnet wurden, abschwächen und Tumoren auflösen.
Das Diachylon gummatum ist das große Diachylon mit dem Zusatz von Ammoniakgummi, Galbanum und Sagapenum (= Serapinum, genannt auch Gummi sagapeni, Gummiharz von Ferula-Arten, insbesondere von Ferula persica, einer Steckenkraut-Art), das mit Wein aufgelöst und zu einer Konsistenz von Honig gekocht wird. Man glaubte, dass diese Paste die größte Verdauungs-, Reifungs- und Auflösungskraft von allen hatte.

## Verwendung als Abtreibungsmittel
In den späten 1800er Jahren entdeckten Frauen aus der Arbeiterklasse, dass eine Bleivergiftung, die durch die Einnahme von Diachylon hervorgerufen wurde, eine Abtreibung verursachen oder, wie sie es beschrieben, "ihre Periode herbeiführen" konnte. "Diachylon war in jedem Haus der Arbeiterklasse für die Verwendung bei Schnittwunden und Wunden, als Pflaster und zum Absaugen von Milch nach der Geburt leicht verfügbar.  Nun wurde es einer neuen Verwendung zugeführt. Mit den Worten eines Arztes: "Ich habe Grund zu der Annahme, dass in diesem Bezirk die Praxis, Diachylon in Form von Pillen einzunehmen, um eine Fehlgeburt herbeizuführen, in der Arbeiterklasse weitaus verbreiteter ist, als allgemein angenommen wird".